# Dasynemella psolionemoides
Dasynemella psolionemoides är en rundmaskart som först beskrevs av Gerlach 1953.  Dasynemella psolionemoides ingår i släktet Dasynemella och familjen Ceramonematidae. Inga underarter finns listade i Catalogue of Life.